# Taylor Saghabi
Taylor Saghabi (Sídney, Australia; 25 de diciembre de 1990) es un futbolista de las Islas Cook nacido en Australia de ascendencia libanesa que juega en la posición de centrocampista y que actualmente es el máximo goleador de Islas Cook.

## Carrera

### Club
| Periodo   | Club             |
| --------- | ---------------- |
| 2010      | Titikaveka FC    |
| 2011–2014 | West Ryde Rovers |

### Selección nacional
Jugó su primer partido para Islas Cook el 27 de agosto de 2011 en la derrota por 0-4 ante Papúa Nueva Guinea, ha participado en 10 partidos y lleva seis goles.